# Jana Nagyová
Jana Nagyová (n. 9 ianuarie 1959, Komárno, Nitriansky kraj, Slovacia) este o fostă actriță slovacă și în prezent femeie de afaceri în Germania. Este cel mai cunoscută pentru rolul ei ca prințesa Arabela în serialul de televiziune cehoslovac Arabela din 1979 - 1981, regizat de Václav Vorlíček. A studiat interpretarea vocală de operă și pianul la Conservatorul din Bratislava⁠(fr)[traduceți].

## Biografie
Jana Nagyová s-a născut la 9 ianuarie 1959, la Komárno, Slovacia.
Încă din copilărie a jucat în piese de teatru de amatori. Înainte de serialul Arabela, ea a apărut în filmul ceh Smrt stopařek (din 1979) alături de Dagmar Patrasová, filmul a fost regizat de Jindřich Polák.
Jana Nagyová este cel mai cunoscută pentru rolul ei ca prințesa Arabela în serialul de televiziune cehoslovac Arabela din 1979 - 1981, regizat de Václav Vorlíček. Nu a mai jucat rolul Arabelei în continuarea serialului, Arabela se întoarce sau Rumburak Regele basmelor (Arabela se vrací aneb Rumburak králem Říše pohádek, 1990 - 1993), rolul a fost interpretat de Miroslava Šafránková, iar serialul nu a mai avut același succes ca originalul.

## Viață personală
A fost căsătorită de trei ori. Prima dată s-a căsătorit cu Kubovic Mira, un antrenor de hochei, cu care are o fată. După decesul acestuia cauzat de cancer la ficat s-a recăsătorit cu omul de afaceri german Harald Sclegel, cel cu care are un fiu, Harald. A urmat a treia căsătorie, cu Toni Pulm. La 43 de ani a născut-o pe Sophie Emma.
Din 1987 trăiește cu familia în Germania și nu mai desfășoară activități artistice profesionale. În prezent, are două fiice, un fiu și locuiește în Düsseldorf. Pe lângă limbile slovacă și cehă, vorbește fluent și germana și maghiara. Inițial s-a ocupat de afaceri cu produse cosmetice, iar apoi a vândut turtă dulce.

## Filmografie

### Filme cinematografice
- 1972: Daleko do nieba (Ďaleko je do neba)
- 1977: Penelopa în rolul -  Verona
- 1977: Špetku soli
- 1979: Stretnutie v Tajove
- 1979: Śmierć autostopowiczek (Smrt stopařek) în rolul -  Eva Černá
- 1980: Miłosny tryptyk (Triptych o láske)
- 1981: Mezi námi kluky în rolul -  Kamila
- 1981: Na baňu klopajú
- 1981: Bičianka z doliny
- 1983: Výlet do mladosti în rolul -  Šárika
- 1984: O sláve a tráve în rolul -  fotograf Bea
- 1986: To nie jest sierota în rolul -  sierota (Není sirotek în rolul -  sirotek) în rolul -  sekretarka
- 1986: Do-re-mi
- 1986: Není sirotek în rolul -  sirotek în rolul -  Jitka
- 1987: Zasady kręgu (Pravidla kruhu) în rolul -  Blanka
- 1988: Pan Samochodzik i praskie tajemnice (Pražské tajemství) în rolul -  Helena, siostra Ludmiły
- 1993: Ziemskie zawirowania (Pozemsky nepokoj) în rolul -  Jill Banfordová

### Filme de televiziune
- 1976: Sváko Ragan
- 1980: Niebezpieczne związki (Nebezpečné známosti) în rolul -  Cécile de Volanges
- 1981: Dojrzewanie (Dozrievanie)
- 1981: Bičianka z doliny
- 1982: Chlap prezývaný Brumteles
- 1983: Anička Jurkovičová
- 1983: Co się stało w małym kinie (Čo sa stalo v malom kine)
- 1983: Wywiad rodzinny (Rodinná anamnéza)
- 1983: Monika
- 1983: Sylwestrowe pranie (Silvestrovské pranie)
- 1983: Žakýlska Veronka
- 1984: Oko za oko
- 1984: Chwała i trawy (O sláve a tráve)
- 1985: Gwiezdne dzieci (Hviezdne dieťa)
- 1985: Dziękujemy za życzliwość (Ďakujem ti za láskavosť)
- 1985: Wycieczka do Paryża (Výlet do Paríža)
- 1986: Milovaný Célimar
- 1986: Pro forma
- 1986: Polepetko

### Seriale TV
- 1979–1980: Arabela (serial TV) în rolul -  prințesei Arabela
- 1983: Lekarz umierającego czasu (Lekár umierajúceho času)
- 1984: Tajemnicza wyspa (Tajomný ostrov)
- 1984: Zegarmistrzowskie wynalazki Aurela (Vynálezy hodinára Aurela)
- 1986: Javorová
- 1986: Dwór Elżbiety (Alžbetin dvor)